# Fannie Fern Andrews
Fannie Fern Andrews (Middleton, 1867–1950) fue una conferenciante, maestra, trabajadora social y escritora estadounidense.

## Biografía
Fannie Fern y Frank Edward Phillips era gemelos, nacieron el 25 de septiembre de 1867 en Middleton, Annapolis (Nueva Escocia) de Annie M. (de soltera Brown) y William Wallis Phillips. Entre 1871 y 1880, la familia que incluía a cinco hijos, emigró de Middleton a Lynn, Massachusetts. Posteriormente se mudaron a Salem, donde asistió a las escuela pública y se graduó de la Escuela Normal de Salem. El 16 de julio de1890, se casó con Edwin G. Andrews. Enseñó durante seis años antes de graduarse en psicología y educación de Radcliffe College en 1902. También asistió a la Escuela de Verano de Harvard.
Andrews Fundó la asociación de hogar y escuela de Boston en 1907, con el objetivo de involucrar a los padres de los estudiantes en la educación. A través de su trabajo en las escuelas públicas en Boston, se convenció de que los diferentes orígenes étnicos y económicos generas conflictos, y que a cada uno se le debe enseñar a comprender a los demás para poder comunicarse y negociar en términos pacíficos.
En 1908, Andrews fundó la Liga Americana de la Paz. Esta organización buscó la paz enseñando los principios de la "justicia internacional" en escuelas estadounidenses. Ella imaginó una oficina internacional de educación, que promovería el entendimiento entre todas las naciones. Cuando estalló la Primera Guerra Mundial, Andrews cambió el nombre de su organización de "American Peace League" a "American School Citizenship League" en 1918.
En 1918, después de que Woodrow Wilson fuera seleccionado presidente, Andrews asistió a la Conferencia de Paz del París. Participó en la Conferencia de Mujeres Interaliadas paralela y presionó sin éxito para que la Liga de Naciones incluyera una disposición para su sueño de la oficina internacional de educación. El razonamiento del rechazo fue que había demasiada diversidad de culturas de los países para tener un plan de estudios estándar que funcionara para todos. Sus ideas finalmente llegaron a la fundación de la Agencia Internacional de Educación en Ginebra.
En 1920, Andrews obtuvo una maestría en Artes y en 1923 le completó su doctorado en Harvard. Fue conocida como conferencista sobre educación en Europa y América, como secretaria y organizadora de la American School Citizenship League, y como miembro del consejo consultivo del Institute of International Education y del International Peace Bureau (Berna, Suiza), etc. También fue delegada de la Conferencia Internacional sobre Educación en 1914 y representó a la oficina de educación de los Estados Unidos en París durante la Conferencia de Paz.
Andrews fue defensora del ideal de la educación para la paz, y y promovió acciones a nivel oficial para lograr cambios en los planes de estudio. Las clases de Educación Civil son el resultado de los esfuerzos que ella y otros hicieron. Murió el 24 de enero de 1950, después de una larga enfermedad, en la residencia para mayores Hillcrest en Somerville, Massachusetts , y fe enterrada en el cementerio de Mount Auburn.

## Obra
- The United States and the World (1918)
- The World Family (1918)
- The War - What Should Be Said about it in the Schools? (Boston, 1914)
- Central Organization for a Durable Peace (Boston, 1916)
- Freedom of the Seas (La Haya, 1917)
- A Course in Citizenship and Patriotism (:Houghton Mifflin, 1918)
- A Course in Foreign Relations, prepared for the Army Education Commission (París, 1919)